# Жордан Сібачо
Теосон-Жордан Сібачо (фр. Jordan Siebatcheu, нар. 26 квітня 1996, Вашингтон) — французький футболіст камерунського походження, нападник німецького клубу «Уніон» (Берлін) і національної збірної США.

## Клубна кар'єра
Народився 26 квітня 1996 року в місті Вашингтон в родині камерунців. У ранньому віці Жордан з сім'єю переїхав до Франції в місто Реймс, де Сібачо і розпочав займатись футболом в однойменному клубі. У 2014 році з молодіжною командою став фіналістом Кубка Гамбарделла, програвши у вирішальному матчі «Осеру» (0:2), а у наступному році він завоював з командою титул чемпіона Франції до 19 років.
31 січня 2015 року в матчі проти «Тулузи» Жордан дебютував за основну команду у Лізі 1, який в тому сезоні так і залишився єдиним, втім у наступному розіграші Сібачо став стабільніше залучатись до матчів першої команди, яка за підсумками сезону клуб вилетіла з еліти.
На початку 2017 року на правах оренди перейшов в клуб третього дивізіону «Шатору». Влітку того ж року він повернувся в «Реймс» і допоміг клубу за підсумками сезону повернутися в еліту.
12 червня 2018 року перейшов у «Ренн», з яким він підписав контракт на п'ять років. За два сезони не став гравцем основного складу і відіграв за команду з Ренна 29 матчів у національному чемпіонаті.
У вересні 2020 року був орендований швейцарським «Янг Бойз». У цій команді став стабільним гравцем основного складу і за рік уклав з клубом повноцінний контракт. В сезоні 2021/22 відзначився 22-ма голами у 32 іграх швейцарської Суперліги, ставши найкращим бомбардиром змагання.
У цьому статусі 1 липня 2022 року за 6 мільйонів євро перейшов до німецького «Уніона» (Берлін). Відразу почав заявляти свої амбіції на місце основного бомбардира команди, відзначившись у трьох із чотирьох перших офіційних ігор у її складі (одній кубковій, а згодом двох матчах Бундесліги).

## Виступи за збірну
25 липня 2015 року Сібачо в інтерв'ю розповів, що він народився у Вашингтоні і досі має американський паспорт, в результаті він мав право грати за Францію, Камерун або США на міжнародному рівні.
У червні 2017 року дебютував у складі молодіжної збірної Франції, зігравши проти Албанії (3:0) та Камеруну (3:1), забивши гол у дебютному матчі.
У травні 2018 року Федерація футболу Сполучених Штатів відправила запит про можливість залучання гравця до своєї національної збірної. У березні 2021 року гравець дебютував в іграх за національну збірну США.
| Дата      | Місто          | Господарі         | Результат  | Гості      | Турнір                                   | Голи | Примітки |
| --------- | -------------- | ----------------- | ---------- | ---------- | ---------------------------------------- | ---- | -------- |
| 25-3-2021 | Вінер-Нойштадт | США               | 4 – 1      | Ямайка     | товариський матч                         | -    | 83'      |
| 28-3-2021 | Белфаст        | Північна Ірландія | 1 – 2      | США        | товариський матч                         | -    | 63'      |
| 30-5-2021 | Санкт-Галлен   | Швейцарія         | 2 – 1      | США        | товариський матч                         | -    | 72'      |
| 3-6-2021  | Денвер         | Гондурас          | 0 – 1      | США        | Ліга націй КОНКАКАФ 2019-2020 - півфінал | 1    | 78'      |
| 6-6-2021  | Денвер         | США               | 3 – 2 д.ч. | Мексика    | Ліга націй КОНКАКАФ 2019-2020 - Фінал    | -    | 68'      |
| 9-6-2021  | Санді          | США               | 4 – 0      | Коста-Рика | товариський матч                         | -    | 75'      |
| 2-9-2021  | Сан-Сальвадор  | Сальвадор         | 0 – 0      | США        | Відбір до ЧС 2022                        | -    | 64'      |
| 5-9-2021  | Нашвілл        | США               | 1 – 1      | Канада     | Відбір до ЧС 2022                        | -    | 29' 83'  |
| 24-3-2022 | Мехіко         | Мексика           | 0 – 0      | США        | Відбір до ЧС 2022                        | -    | 60'      |
| Усього    |                | Матчів            | 9          |            | Голів                                    | 1    |          |

## Титули і досягнення
- Володар Кубка Франції (1):

«Ренн»: 2018-19
- Чемпіон Швейцарії (1):

«Янг Бойз»: 2020-21
- Володар Кубка Швейцарії (1):

«Янг Бойз»: 2019-20
- Переможець Ліги націй КОНКАКАФ: 2021